# IC 857
IC 857 ist eine Balken-Spiralgalaxie vom Hubble-Typ SBb im Sternbild Coma Berenices am Nordsternhimmel. Sie ist schätzungsweise 302 Millionen Lichtjahre von der Milchstraße entfernt und hat einen Durchmesser von etwa 80.000 Lichtjahren.

Im selben Himmelsareal befinden sich u. a. die Galaxien NGC 5053, IC 858, IC 859.
Das Objekt wurde am 23. Juli 1892 vom französischen Astronomen Stéphane Javelle entdeckt.